# Kreisgericht Flatow
Das Kreisgericht Flatow war ein preußisches Kreisgericht in der damaligen Provinz Preußen mit Sitz in der Stadt Flatow.

## Geschichte
In Flatow bestand bis 1849 bereits ein Gericht mit dem Namen Kreisgericht, dies war jedoch ein Patrimonialgericht und kein staatliches Gericht. 1849 wurden in Preußen einheitlich Kreisgerichte geschaffen. Hierbei wurde die Patrimonialgerichtsbarkeit abgeschafft und die Patrimonialgerichte wurden aufgehoben. Es entstand das Königliche Kreisgericht Flatow im Sprengel des Appellationsgerichts Marienwerder. Es war für den größten Teil des Kreises Flatow zuständig.
Das zuständige Schwurgericht war das Kreisgericht Deutsch-Crone. Am Gericht waren 1870 ein Direktor und acht Kreisrichter eingesetzt. 1870 betrug die Zahl der Gerichtseingesessenen 59.706. Gerichtskommissionen wurden in Vandsburg und Zempelburg eingerichtet.
Im Rahmen der Reichsjustizgesetze wurde das Gerichtswesen in Deutschland 1879 vereinheitlicht. Damit wurde das Kreisgericht Flatow aufgehoben und das königlich preußische Amtsgericht Flatow mit Wirkung zum 1. Oktober 1879 als eines von neun Amtsgerichten im Bezirk des Landgerichtes Conitz als Nachfolger gebildet. Auch die Gerichtskommissionen wurde in Amtsgerichte (Amtsgericht Vandsburg und Amtsgericht Zempelburg) umgewandelt.

## Richter
- Busso von Bismarck (ab 1869 Kreisgerichtsrat und von 1871 bis 1874 Direktor)